# 加藤千麿
加藤 千麿（かとう かずまろ、1938年（昭和13年）1月1日- 2023年（令和5年) 2月25日）は、日本の実業家。元名古屋銀行取締役会長。関東州大連市生まれの引揚者。長女はフリーアナウンサーの加藤千佳。名古屋銀行頭取の藤原一朗は娘婿（次女の夫）。

## 来歴
関東州大連市で加藤廣治の子として出生して同地で9歳まで過ごし、1945年の敗戦で引揚者として日本に入国した。
愛知県立旭丘高等学校を経て、1963年に慶應義塾大学法学部卒業後、東海銀行入行。1968年に父が創業した名古屋相互銀行入行。1974年に取締役となり、1975年に代表取締役常務就任、以後43年間にわたり代表取締役を務めた。
1982年に名古屋相互銀行社長就任、1989年に名古屋相互銀行の普通銀行への転換により、名古屋銀行頭取就任。また1997年から1999年まで第二地方銀行協会会長を務めた。
2006年に頭取を簗瀬悠紀夫に譲り、代表取締役会長に就任し、2018年に代表権のない取締役会長となった。
2011年旭日中綬章受章。
2023年2月25日、死去。85歳没。死没日付をもって正五位に叙された。

## 参考資料
- “第100期定時株主総会招集ご通知” (PDF).   名古屋銀行 (2018年6月5日). 2019年5月21日閲覧。
- “名古屋銀行第100期有価証券報告書” (PDF).   EDINET (2018年6月25日). 2019年5月21日閲覧。
- “代表取締役の異動に関するお知らせ” (PDF).   名古屋銀行 (2006年5月23日). 2019年5月21日閲覧。

| ビジネス                | ビジネス                                          | ビジネス        |
| ----------------------- | ------------------------------------------------- | --------------- |
| 先代 （普通銀行に転換） | 名古屋銀行頭取 初代：1989年 -2006年               | 次代 簗瀬悠紀夫 |
| 先代 山本幸助           | 中部経済同友会筆頭代表幹事 第44代：2001年 -2002年 | 次代 磯部克     |